# 2009 în știință
- 2008 în știință — 2009 în știință — 2010 în știință

Aceasta este o listă de evenimente științifice din anul 2009: